# Порядок байтов
В современной вычислительной технике и цифровых системах связи информация обычно представлена в виде последовательности байтов. В том случае, если число не может быть представлено одним байтом, имеет значение, в каком порядке байты записываются в памяти компьютера или передаются по линиям связи. Часто выбор порядка записи байтов произволен и определяется только соглашениями.
В общем случае, для представления числа M, большего 255 (здесь {\displaystyle 255=2^{8}-1} — максимальное целое число, записываемое одним байтом), приходится использовать несколько байтов (n). При этом число M записывается в позиционной системе счисления по основанию 256:
{\displaystyle M=\sum _{i=0}^{n-1}A_{i}\cdot 256^{i}=A_{0}\cdot 256^{0}+A_{1}\cdot 256^{1}+A_{2}\cdot 256^{2}+\dots +A_{n-1}\cdot 256^{n-1}.}
Набор целых чисел {\displaystyle A_{0},\dots ,A_{n-1}}, каждое из которых лежит в интервале от 0 до 255, является последовательностью байтов, составляющих M. При этом {\displaystyle A_{0}} называется младшим байтом, а {\displaystyle A_{n-1}} — старшим байтом числа M.
Поскольку компьютер не адресует отдельных битов (их можно получать только через битовые поля), порядок битов в байте важен только при физической организации хранения и передачи данных, может различаться от устройства к устройству и прикладному программисту обычно не нужен.

## Варианты записи

Диаграмма вариантов порядков байтов

### Порядок от старшего к младшему
Порядок  от старшего к младшему  (англ. big-endian — с большого конца): {\displaystyle A_{n-1},\dots ,A_{0}}. Этот порядок подобен привычному порядку записи (например арабскими цифрами) слева направо, например, число сто двадцать три было бы записано при таком порядке как 123. В этом же порядке принято записывать байты в технической и учебной литературе, если другой порядок явно не обозначен.
Этот порядок является стандартным для протоколов TCP/IP, он используется в заголовках пакетов данных и во многих протоколах более высокого уровня, разработанных для использования поверх TCP/IP. Поэтому порядок байтов от старшего к младшему часто называют «сетевым порядком байтов» (англ. network byte order). Этот порядок байтов используется процессорами IBM 360/370/390, SPARC, Motorola 68000 (отсюда третье название — порядок байтов Motorola, англ. Motorola byte order).
При таком порядке байтов удобно проводить сравнение строк (можно сравнивать их целочисленными полями-частями большей разрядности, каждое из которых содержит несколько символов сразу).
Порядок байтов от старшего к младшему применяется также во многих форматах файлов — например, PNG, FLV, EBML, JPEG.

### Порядок от младшего к старшему
Порядок от младшего к старшему (англ. little-endian — с малого конца): {\displaystyle A_{0},\dots ,A_{n-1}}. Это обратный привычному порядку записи чисел арабскими цифрами, например, число сто двадцать три было бы записано при таком порядке как 321.
Этот порядок записи принят в памяти персональных компьютеров с процессорами архитектуры x86, в связи с чем иногда его называют интеловским порядком байтов (по названию компании-создателя архитектуры x86). Современные процессоры x86 позволяют работать с одно-, двух-, четырёх- и восьмибайтовыми операндами. В таком порядке следования байтов очень удобно то, что при увеличении размера (количества байтов) операнда, значение его первого байта неизменно: 3210 → 3210’0000. При порядке от старшего к младшему значение изменилось бы, например: 0123 → 0000’0123;
Кроме x86, такой порядок байтов применяется в архитектурах VAX (отсюда ещё одно название англ. VAX byte order), DEC Alpha и многих других.
Также порядок «от младшего к старшему» применяется в USB, PCI, таблице разделов GUID, он рекомендован FidoNet. Но в целом соглашение little-endian поддерживают меньше кросс-платформенных протоколов и форматов данных, чем big-endian.

### Переключаемый порядок
Многие процессоры могут работать и в порядке «от младшего к старшему», и в обратном, например, ARM (по умолчанию — little-endian), PowerPC (кроме PowerPC 970), DEC Alpha, MIPS, PA-RISC и IA-64. Обычно порядок байтов выбирается программно во время инициализации операционной системы, но может быть выбран и аппаратно перемычками на материнской плате. В этом случае правильнее говорить о порядке байтов на уровне операционной системы. Переключаемый порядок байтов иногда называют англ. bi-endian.

### Смешанный порядок
Смешанный (комбинированный, гибридный) порядок байтов (англ. middle-endian) иногда используется при работе с числами, длина которых превышает машинное слово. Число представляется последовательностью машинных слов, которые записываются в формате, естественном для данной архитектуры, но сами машинные слова следуют в обратном порядке.
В процессорах VAX и ARM используется смешанное представление для длинных вещественных чисел.

### Пример
Далее приведён пример, в котором описывается размещение 4-байтового числа в ОЗУ ЭВМ, доступ к которому может производиться и как к 32-разрядному слову, и побайтно.
Все числа записаны в 16-ричной системе счисления.
| Представление                  | Представление   | {\displaystyle A1*1000000_{16}+B2*10000_{16}+C3*100_{16}+D4*1_{16}=A1B2C3D4} | {\displaystyle 161*16_{10}^{6}+178*16_{10}^{4}+195*16_{10}^{2}+212_{10}=2712847316_{10}} |
| Порядок от младшего к старшему | (little-endian) | {\displaystyle D4_{16},C3_{16},B2_{16},A1_{16}}                              | {\displaystyle 212_{10},195_{10},178_{10},161_{10}}                                      |
| Порядок от старшего к младшему | (big-endian)    | {\displaystyle A1_{16},B2_{16},C3_{16},D4_{16}}                              | {\displaystyle 161_{10},178_{10},195_{10},212_{10}}                                      |
| Порядок, принятый в PDP-11     | (PDP-endian)    | {\displaystyle B2_{16},A1_{16},D4_{16},C3_{16}}                              | {\displaystyle 178_{10},161_{10},212_{10},195_{10}}                                      |

## Вещественные числа
Хранение вещественных чисел также может зависеть от порядка байтов. Так, на x86 используются форматы IEEE 754 со знаком и порядком числа в старших байтах.

## Юникод
Если Юникод записан в формате UTF-16 или UTF-32, то порядок байтов уже существенен. Одним из способов обозначения порядка байтов в юникодовых текстах является постановка в начале специального символа BOM (byte order mark, маркер последовательности байтов, U+FEFF) — «перевёрнутый» вариант этого символа (U+FFFE) не существует и не допускается в текстах.
Символ U+FEFF изображается в UTF-16 последовательностью байтов 0xFE 0xFF (big-endian) или 0xFF 0xFE (little-endian), а в UTF-32 — последовательностью 0x00 0x00 0xFE 0xFF (big-endian) или 0xFF 0xFE 0x00 0x00 (little-endian).

## Проблемы совместимости и конверсии
Запись многобайтового числа из памяти компьютера в файл или передача по сети требует соблюдения соглашений о том, какой из байтов передается первым. Прямая запись в том порядке, в котором байты расположены в ячейках памяти, приводит как к проблемам при переносе приложения с платформы на платформу, так и в межсистемном сетевом обмене данными.
Для преобразования между сетевым порядком байтов (англ. network byte order), который всегда big-endian, и порядком байтов, использующимся на машине (англ. host byte order), стандарт POSIX предусматривает функции htonl(), htons(), ntohl(), ntohs():
- uint32_t htonl(uint32_t hostlong); — конвертирует 32-битную беззнаковую величину из локального порядка байтов в сетевой;
- uint16_t htons(uint16_t hostshort); — конвертирует 16-битную беззнаковую величину из локального порядка байтов в сетевой;
- uint32_t ntohl(uint32_t netlong); — конвертирует 32-битную беззнаковую величину из сетевого порядка байтов в локальный;
- uint16_t ntohs(uint16_t netshort); — конвертирует 16-битную беззнаковую величину из сетевого порядка байтов в локальный.

В случае совпадения текущего порядка байтов и сетевого функции отработают как «пустые» — то есть порядок байтов не поменяется. Стандарт также допускает, чтобы эти функции были реализованы в виде макросов.
Существует много языков и библиотек со средствами конвертации в оба основных порядка байтов и обратно.
Ядро Linux: le16_to_cpu(), cpu_to_be32(), cpu_to_le16p(), и так далее;
Ядро FreeBSD: htobe16(), le32toh(), и так далее;
Процессоры Intel x86-64 имеют инструкцию BSWAP для смены порядка байтов.

## Этимология названия
Термины big-endian и little-endian первоначально не имели отношения к информатике. В сатирическом произведении Джонатана Свифта «Путешествия Гулливера» описываются вымышленные государства Лилипутия и Блефуску, в течение многих лет ведущие между собой войны из-за разногласия по поводу того, с какого конца следует разбивать варёные яйца. Тех, кто считает, что их нужно разбивать с тупого конца, в произведении называют Big-endians («тупоконечники»).
Споры между сторонниками big-endian и little-endian в информатике также часто носят характер так называемых религиозных войн. Термины big-endian и little-endian ввёл Коэн (англ. Danny Cohen) в 1980 году в своей статье «On Holy Wars and a Plea for Peace» («О священных войнах и призыв к миру»).